# Elena Beliakova
Elena Beliakova (Moscú, Rusia, 7 de abril de 1976) es una atleta rusa retirada especializada en la prueba de salto con pértiga, en la que consiguió ser subcampeona europea en pista cubierta en 2000.

## Carrera deportiva
En el Campeonato Europeo de Atletismo en Pista Cubierta de 2000 ganó la medalla de plata en el salto con pértiga, con un salto por encima de 4.35 metros, tras la checa Pavla Hamáčková-Rybová  (oro con 4.40 metros) y empatada con la alemana Christine Adams.